# كم كلمة (موقع تعليمي لبناني)
كم كلمة هي منصة تعليمية رقمية لبنانية تأسست في عام 2016، وتستهدف تعزيز مهارات اللغة العربية لدى الطلبة في المراحل الدراسية المختلفة، من خلال أدوات تفاعلية تعتمد على الذكاء الاصطناعي وتحليل البيانات. تسعى المنصة إلى جعل تعلم اللغة العربية تجربة ممتعة وفعّالة، وتوفير أدوات للمعلمين لتقييم وتحسين أداء الطلاب بطريقة منهجية وذكية.

## التأسيس والرؤية
أُطلقت المنصة من قبل رائدة الأعمال اللبنانية حبيبة ضرغام بالشراكة مع شقيقها مارك ضرغام، بعد أن لاحظا نقصاً في المحتوى العربي الرقمي الموجه لطلاب المدارس. هدفت كم كلمة إلى ملء هذه الفجوة من خلال تقديم محتوى تعليمي مبتكر قائم على تقنيات الذكاء الاصطناعي، مع التركيز على تعزيز التفكير النقدي والقدرة على التعبير باللغة العربية، في ظل هيمنة المحتوى الأجنبي على التعليم الرقمي.

## الوظائف والخدمات
تقدم المنصة خدماتها للمدارس والطلاب والمعلمين عبر:
- أدوات تحليل الكتابة وتقييمها.
- محتوى تعليمي يتماشى مع المناهج المدرسية المعتمدة في العالم العربي.
- تقارير تفصيلية لمساعدة المعلمين على تحديد مكامن القوة والضعف في مهارات طلابهم اللغوية.
- تمارين وأنشطة لغوية تفاعلية تعزز مهارات الكتابة والقراءة والفهم.[2]

## الانتشار والتأثير
بحسب البيانات الرسمية للمنصة، فقد وصل عدد المدارس التي تعتمد "كم كلمة" إلى أكثر من 300 مدرسة في عدد من الدول العربية، مثل لبنان، والإمارات، والسعودية، وقطر. كما تُستخدم المنصة من قبل آلاف الطلاب الناطقين باللغة العربية، سواء في المدارس التقليدية أو في بيئات التعليم عن بُعد.

## الجوائز والدعم
حظيت كم كلمة بدعم عدد من المؤسسات والمسرّعات، منها:
- برنامج "Flat6Labs" لتسريع الأعمال في بيروت.
- حازت المنصة على إشادات في تقارير تعليمية دولية لكونها نموذجاً ناجحاً في رقمنة تعليم اللغة العربية.[4]